# Хуан Мануел Фанхио
Хуан Мануел Фанхио (на испански: Juan Manuel Fangio) е пилот от Формула 1.
Роден е на 24 юни 1911 година в Балкарса, Аржентина. Умира на 17 юли 1995 година в Буенос Айрес, на 84 години.
Той е автомобилен пилот, който за 51 старта има пет световни титли във Формула 1. Известен е и като първият аржентински пилот, който е печелил 4-ри пъти Гран При на Аржентина.
Започва кариерата си в Аржентина през 1934 г., състезавайки се с Форд (модел А 1929). По време на състезанията от Националния шампионат на Аржентина Хуан Мануел Фанхио кара коли Шевролет и става шампион през 1940 и 1941 г. За първи път се състезава в Европа през 1949 г., подпомогнат от Аржентинския автомобилен клуб и Аржентинското правителство.